# Arrest Vervoeren en voorhanden hebben van heroïne
Het arrest Vervoeren en voorhanden hebben van heroïne (HR 1 juli 1981, NJ 1981/616) is een arrest van de Nederlandse Hoge Raad dat betrekking heeft op eendaadse samenloop in het strafrecht.

## Casus en procesgang
Verdachte is door de rechtbank veroordeeld tot tweemaal een maand hechtenis wegens het (in een auto) vervoeren en wegens het voorhanden hebben van 9,80 gram heroïne. Zie art. 2 lid 1 Opiumwet onder B en onder C.
In cassatie wordt namens verdachte aangevoerd, dat de rechtbank voormelde feiten ten onrechte niet als eendaadse samenloop (art. 55 lid 1 Sr) heeft opgevat, aangezien het vervoeren van de heroïne automatisch inhoudt het voorhanden hebben daarvan.

## Hoge Raad
De Hoge Raad heeft de strafoplegging in het vonnis vernietigd en ten principale rechtdoend een straf van één maand hechtenis uitgesproken. De Hoge Raad overwoog:

5
(...);

- dat blijkens de bewezenverklaring en de gebezigde bewijsmiddelen het bewezenverklaarde vervoeren en aanwezig hebben dezelfde heroïne betreft en op dezelfde plaats en tijd is geschied, en
- dat de verboden van art. 2 (Opiumwet) eerste lid onder B resp. onder C dezelfde strekking hebben, heeft de Rb. het bewezenverklaarde ten onrechte gekwalificeerd als hiervoren (...) is vermeld, in stede van toepassing te geven aan art. 55 lid 1 Sr.

Het middel, voor zover daarover klagend, is mitsdien gegrond.

## Tot besluit
Deze casus is een voorbeeld van eendaadse samenloop, zodat niet art. 57 maar art. 55 lid 1 Sr van toepassing is.